# Nebraska City
Nebraska City är en stad (city) i Otoe County i delstaten Nebraska i USA. Staden hade 7 222 invånare, på en yta av 12,88 km² (2020). Nebraska City är administrativ huvudort (county seat) i Otoe County.